# Henricus Martellus Germanus

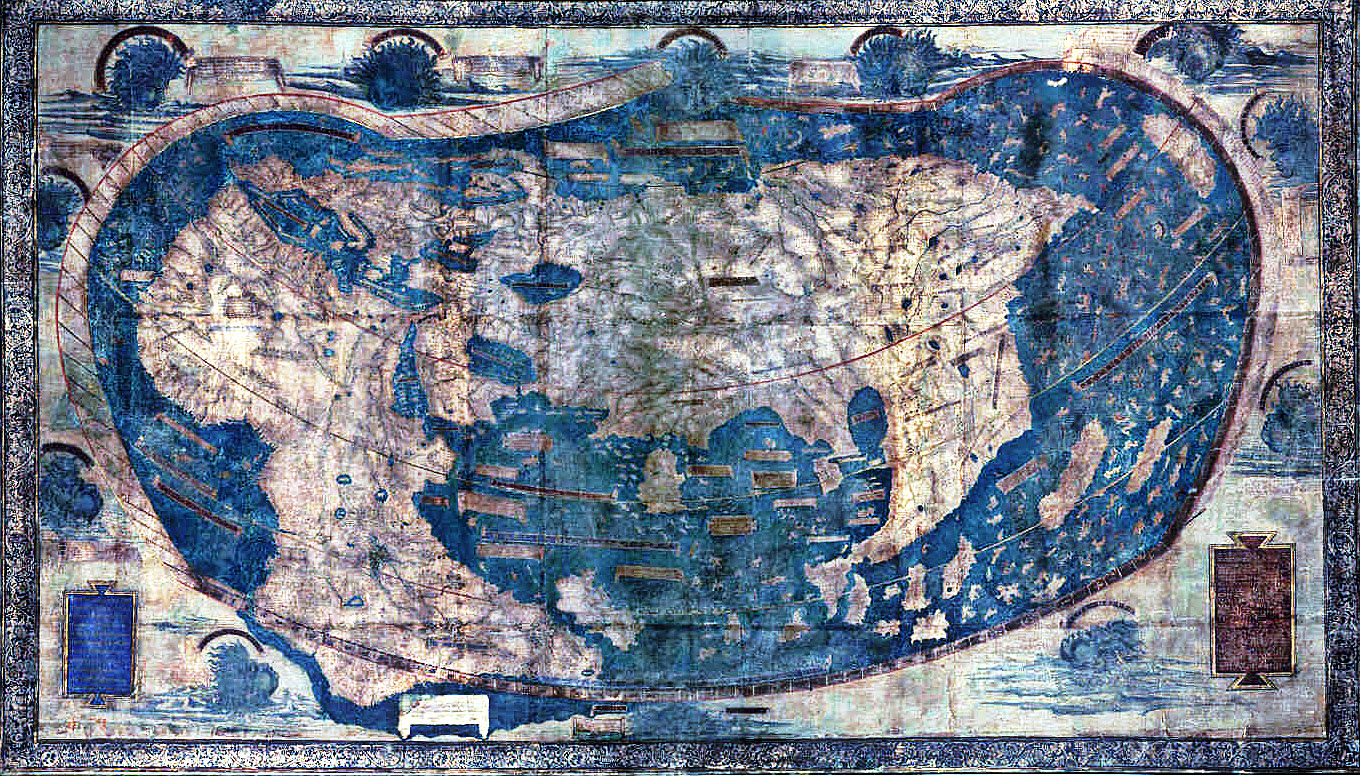
Carte du monde par Henricus Martellus Germanus, conservée à l'Université de Yale

Henricus Martellus Germanus (en allemand Heinrich Hammer, en italien Enrico Martello), né en 1440 et mort en 1496, est un géographe et cartographe allemand originaire de Nuremberg, mais vivant et travaillant à Florence de 1480 à 1496.
Il est l'auteur d'un des premiers planisphères (vers 1490), modèle du planisphère de Waldseemüller (1507).

## Biographie
Son nom d'origine est italianisé et latinisé en fonction du sens du mot allemand Hammer : « marteau ».
Henricus Martellus a été identifié par Lorenz Böninger comme le premier traducteur en allemand du Décaméron de Boccace, connu sous le nom de « Arrigo di Federigho ».

## Les travaux de Martellus

### Le planisphère
Entre 1489 et 1491, Martellus a élaboré une carte du monde sous forme de planisphère, analogue au planisphère[pas clair] de Martin Behaim (vers 1492) appelé Erdapfel.
Ces deux planisphères adaptent de manière novatrice le modèle ptolémaïque, indiquant notamment l'existence d'un passage au sud de l'Afrique de l'océan Atlantique (mer Océane) à l'océan Indien, passage découvert en 1488 par le navigateur portugais Bartolomeu Dias. Ils indiquent aussi une péninsule énorme[Quoi ?] à l'est de la Malaisie (Chersonèse d'Or).
Ces deux cartes sont des adaptations de cartes créées vers 1485 à Lisbonne par Bartolomeo Colomb[pas clair], frère de Christophe.
Un manuscrit de la carte de Martellus, de 202x102 cm, a été découvert au début des années 1960 et offert en 1962 par un donateur anonyme à la  bibliothèque Beinecke de livres rares et manuscrits de l'université de Yale.
La carte de Martellus a inspiré le planisphère de Waldseemüller de 1507. La mise en page globale est similaire. Martin Waldseemüller utilise la même projection que Martellus, la projection pseudo-cordiforme. Les deux cartographes ajoutent des motifs illustrant les vents sur les bords de leurs cartes. Ils profitent de l'espace supplémentaire créé par les lignes élancées de la projection pour ajouter dans les coins inférieurs des cartes des blocs de texte. La forme de l'Afrique du nord est la même sur les deux cartes, semblable à cette de Ptolémée, caractérisée par un angle aigu nord-ouest. La forme de l'Asie orientale est similaire sur les deux cartes, avec une grande péninsule qui s'avance vers le sud-ouest dans l'Océan Indien. Le Japon est exactement dans la même position sur les deux cartes, à l'extrémité orientale.
Une inscription (en latin) dans le coin inférieur gauche de la carte de Martellus indique : « Bien que Strabon, Ptolémée et la majorité des anciens aient été plus assidus dans la description du monde, nous apportons dans cette carte et montrons avec soin à leur vraie place les nouvelles connaissances qui ont échappé à leur diligence et leur sont restées inconnues ».

### Le livre des îles
Martellus a également élaboré un ouvrage intitulé Insularium Illustratum (littéralement : « Insulaire illustré », soit : « Livre illustré des îles »), dans la lignée du Liber insularum archipelagi (« Livre des îles de l'archipel », en fait, des archipels, de la mer Égée) du Florentin Cristoforo Buondelmonti (vers 1380-après 1430).
On détient à l'heure actuelle quatre manuscrits complets de l'Insularium (dont un se trouve au musée Condé de Chantilly), ainsi que le manuscrit de travail du géographe, qui se trouve à la bibliothèque Laurentienne de Florence.
Cet ouvrage contient une description des îles de la mer Égée, copiée pour une large part sur l'ouvrage de Buondelmonti, avec des cartes d'autres îles[pas clair], plusieurs cartes régionales[pas clair] et un planisphère.

## Les travaux des historiens sur le planisphère de Martellus
A l'université de Yale, les techniques d’imageries scientifiques ont permis en 2015 de décrypter les inscriptions manuscrites en utilisant l’imagerie multi spectrale permettant de photographier la carte en 12 couleurs différentes y compris dans des fréquences dépassant le spectre visible. Les tracés des continents qui avaient été effacés sont réapparus. On peut ainsi y lire un texte en latin qui décrit le peuple Panoti en Asie, la faune des étendues sauvages où vivent «des lions, de grands léopards et des animaux différents des nôtres», qui décrit l'orque comme un «monstre marin brillant comme le soleil dont la forme peut difficilement être décrite à part que sa peau est douce et son corps énorme».

## Christophe Colomb et la carte de Martellus
C’est en partie[pas clair] en se basant sur cette carte que Christophe Colomb aurait découvert l’Amérique alors qu’il cherchait une nouvelle route vers les Indes.
Christophe Colomb, commerçant et navigateur Génois établi au Portugal depuis 1476, a le projet de naviguer vers l'ouest pour atteindre les Indes dès 1484, année où il le présente au roi de Portugal Jean II, sans succès. Il le présente ensuite aux Rois catholiques d'Espagne en janvier 1486 à Alcalá de Henares, de nouveau sans succès. Ce n'est qu'en 1491 que la situation se débloque. En avril 1492, peu après la fin de la guerre de Grenade, il signe avec eux les capitulations de Santa Fe. Son escadre appareille le 3 août 1492 de Palos de la Frontera et il atteint les Bahamas le 12 octobre.

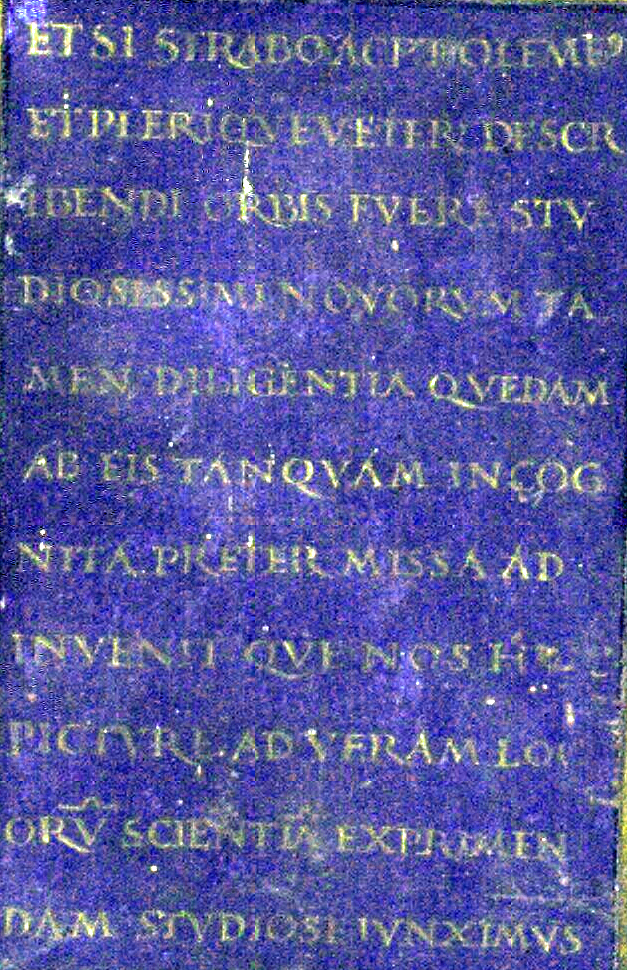
Inscription explicative sur sa carte du monde de 1491